# フェニックス

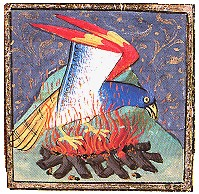
フランスの写本に描かれたフェニックス。

フェニックスまたはフェニクス（古代ギリシア語: φοῖνιξ(phoînix)、〈古: ポイニクス、中世: フィニクス〉、ラテン語、英語: phoenix〈教会ラテン:フェニックス、英:フィーニクス〉）は、死んでも蘇ることで永遠の時を生きるといわれる伝説上の鳥である。
寿命を迎えると、自ら薪から燃え上がる炎に飛び込んで死ぬが、再び蘇るとされており、不死鳥、もしくは見た目または伝承から火の鳥ともいわれる。
フェニックスとはラテン語での呼び方であり、ギリシア語ではポイニクスと呼ばれ、他にもフェネクス、フェニキス等、様々な呼び方がある。この名前は、ギリシア語の赤を意味する単語（赤はすなわち炎の色）に由来するとも、同じく紫を意味する単語（フェニックスの羽の色を紫色とする説がある）に由来するともいわれている。

## 概要

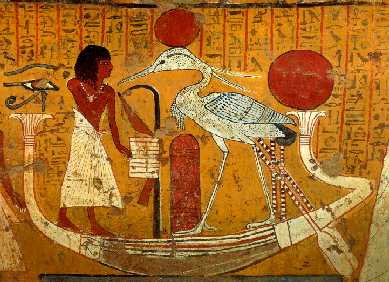
古代エジプトで描かれたベンヌ。

フェニックスは、古代エジプトの神話に登場する、聖なる鳥ベンヌがその原型だと考えられている。当時のエジプト人は、太陽神ラーに従うベンヌはヘリオポリスのラーの神殿で燃やされている炎へ毎夜飛び込んで死に、毎朝その炎から生まれると信じていた。ベンヌはすなわち、毎夕に沈み毎朝昇る太陽を象徴していた。
この話が、古代ギリシアの歴史家ヘロドトス（紀元前485年頃 - 紀元前420年頃）の元に伝えられると、彼はその著作『歴史』において、エジプトの東方に位置するアラビアに住む鳥フェニックスとして紹介した。そこでのフェニックスは、鷲に似た体型の、金色と赤で彩られた羽毛を持つ鳥で、父親の鳥が死ぬとその遺骸を雛鳥が没薬で出来た入れ物に入れてヘリオポリスに運ぶ習性があるとされた。

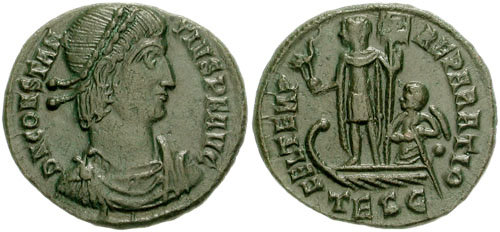
コンスタンティウス2世の時代のコインにあしらわれたフェニックス。

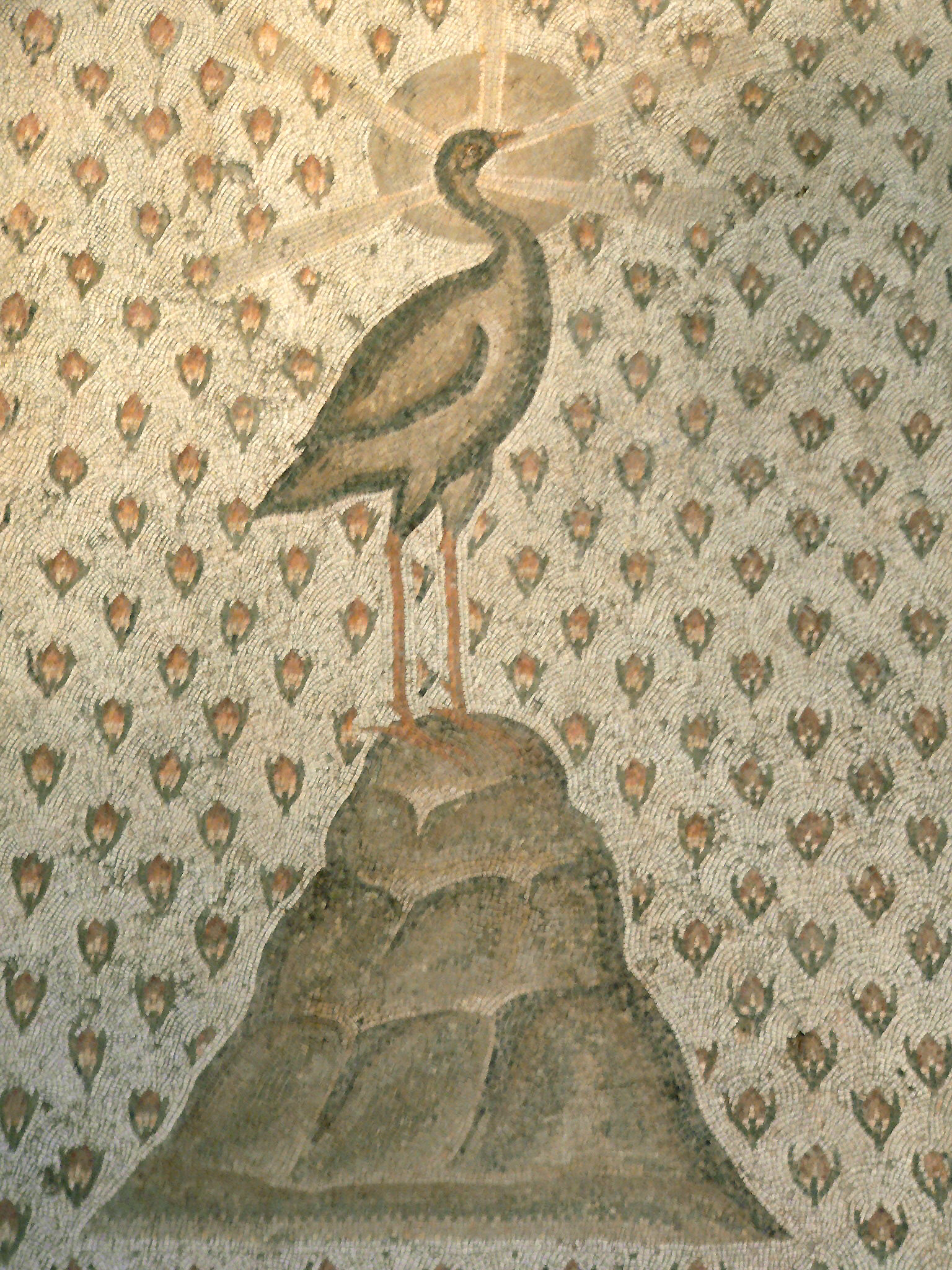
2世紀から3世紀頃に制作されたとみられるモザイク画のフェニックス。

初期キリスト教の司教であった聖クレメンス（? - 101年?）が記したところでは、フェニックスは寿命を迎えると、自分で香料や没薬などを集めて棺を準備してその中に入り、間もなく死ぬと、その遺骸から虫が生まれて遺骸を食べ尽くし、やがて虫に羽毛が生えて飛んでいくとされた。同様の記述はプリニウス（22年頃 - 79年）の『博物誌』にもすでにみられている。
なお、古代ローマの歴史家タキトゥス（55年頃 - 120年頃）の『年代記』によると、34年にフェニックスが現れたという。
フェニックスの伝承は、古代ギリシアや古代ローマの著述家によって次第に変化していった。ローマの地理学者メラは43年頃に、その著作『地誌』において、フェニックスは500年たつと自分で積み上げた香料を薪として炎の中で死ぬが、その炎から再び生まれてきて、自分の遺骨をエジプトに運んで埋葬する旨を記した。
ローマの著述家ソリヌス（3世紀）は、フェニックスが住むのはアラビアだとし、その羽毛や羽根の色合いの豪華さを記述している。またソリヌスは、エジプトでフェニックスの1羽が捕まり、クラウディウス皇帝時代のローマに運ばれて多くの人が見物した旨を記述している。
2世紀から4世紀にかけて成立した『フィシオロゴス』でのフェニックスは、500年ごとに、芳香を羽根いっぱいに持ってヘリオポリスの神官の元へ行き、祭壇の炎の中で焼死する。そして翌日その場所に生じた虫が、3日目には元のフェニックスの姿にまで育ち、神官に挨拶をしてから故郷へ飛んでいく、とされている。その外観は、羽根や頭部や脚に宝石や装飾具が着いているとされている。
フェニックスの寿命については『フィシオロゴス』をはじめ多くの人が500年だとしているが、プリニウスやソリヌスは540年だとし、タキトゥスは1461年だとした。タキトゥスの意見は、恒星シリウスが日の出の直前に昇る日とエジプトで新年の始まる日とが同じになる周期に基づいている。

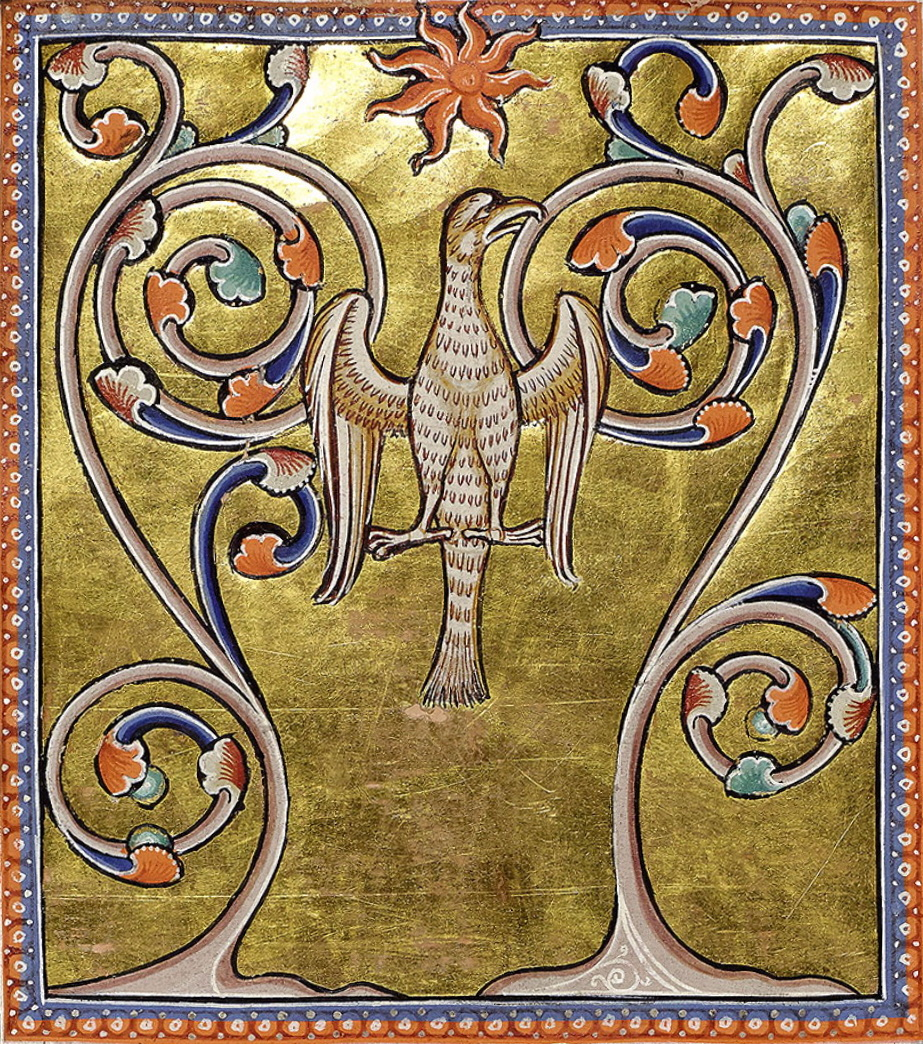
『アバディーン動物寓意集』の中に描かれたフェニックス。

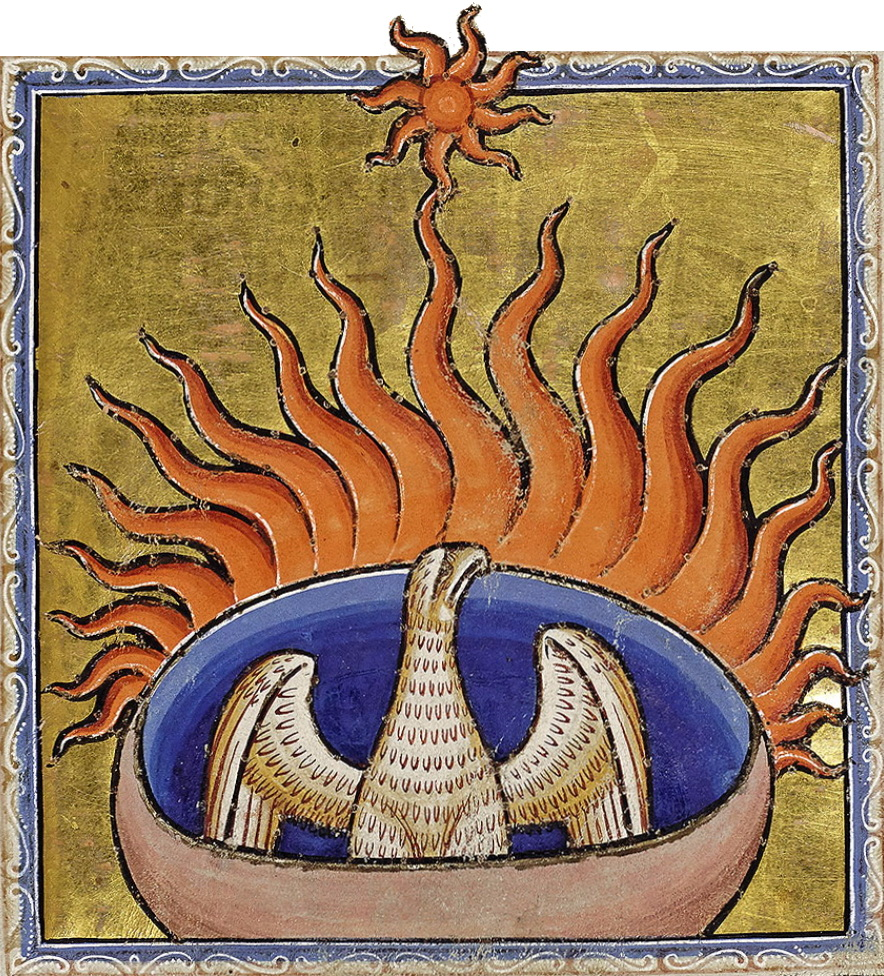
同じく『アバディーン動物寓意集』でのフェニックス。

自ら焼死したのちに蘇るという伝説は、エジプト神話をルーツとしながらもギリシア・ローマの著述家によって作られたものである。しかし、ローマ帝国では繁栄の象徴となり、フェニックスの姿がコインやモザイク画にあしらわれるようになった。また、キリスト教徒にとっても、死んだ後に復活するフェニックスはキリストの復活を象徴するものとなった。『フィシオロゴス』では、創造主を崇めることもないこの鳥さえ死から蘇るならば神を崇める我々が復活しないはずがない、といった内容の文言が書かれた。キリスト教徒はこの鳥を再生のシンボルとみなした。10世紀成立の『エクセター写本』に収録された、8世紀に作られた詩「フェニックス」の中では、フェニックスの復活とキリストの復活とが関連づけられている。こうしたこともあって、こんにちに至るまで、不死鳥＝フェニックスのイメージが多くの人々に受け入れられている（#現代におけるフェニックスも参照）。
フェニックスは中世や近世の旅行記にもたびたび登場している。ジョン・マンデヴィルによる『マンデヴィルの旅行記』でも、自らを焼死させて3日後に蘇ることや、姿を見た人に幸せをもたらすことなどが記録されている。また中世の聖務日課祈祷書や『動物寓話集』でもしばしば言及された。
錬金術においては「賢者の石」を象徴するものだとされた。すなわち、第一質料（マテリア・プリマ）が消失し賢者の石として再生される様子がフェニックスになぞらえられた。
フェニックスの起源については、アジアに生息する錦鶏鳥だとする説もある。

## 悪魔としてのフェニックス
ヨーハン・ヴァイヤーの著した『悪魔の偽王国』や、作者不明のグリモワール『レメゲトン』の第1部「ゴエティア」には、フェニックスという名の悪魔が記載されている。「ゴエティア」ではソロモン王が使役したといわれる72人の悪魔の一角を担う序列37番の大いなる侯爵とされる。アレイスター・クロウリーの出版した『ゴエティア』では「Phenex（フェネクス）」 の綴りになっている。
不死鳥の姿で現れ子供の声で話すといわれる。エクソシストの前に現れる際は、その声の響きを旋律的にしてくれるが、人間に化ける様に頼む際は逆に耳を塞がねばならなくなるという。あらゆる学問について答え、あらゆる要求に韻文で応じる優れた詩人だとされる。また、千年後には座天使の第七階級に戻る事を期待しており、20の軍団を従えるという。

## 現代におけるフェニックス

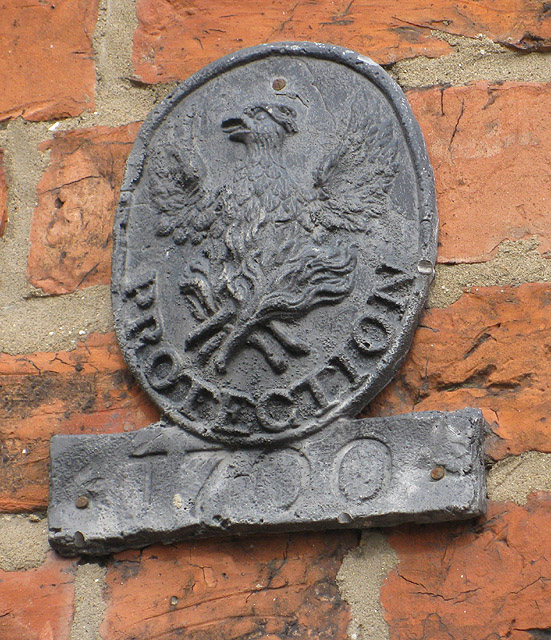
建物が火災保険に加入していることを示す標章 (Fire insurance mark) に描かれたフェニックス

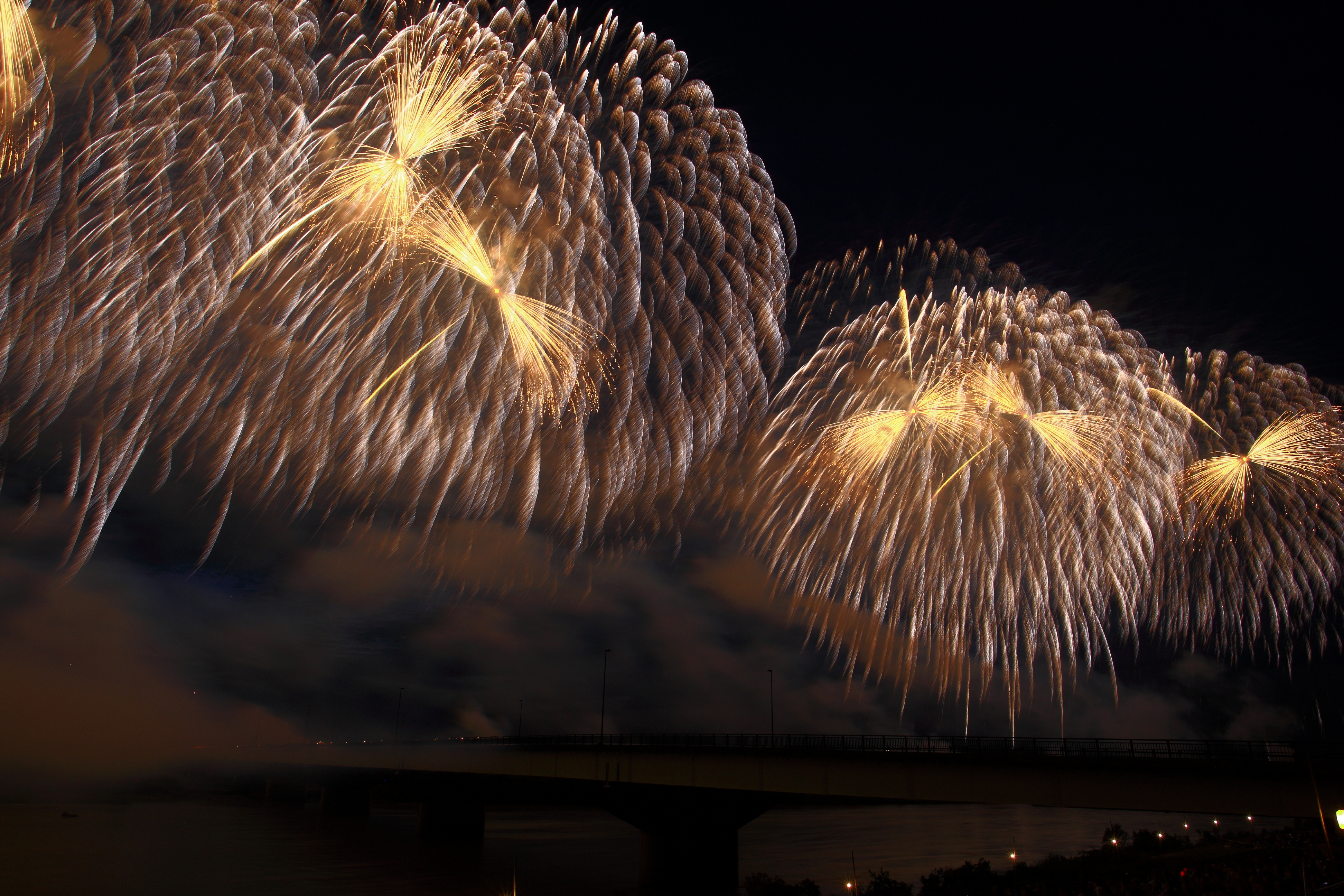
復興祈願花火フェニックス（2011年8月撮影）

今日でもフェニックスの意匠は家屋の紋章、特に火災保険に関連する建物の紋章にあしらわれている。
また、大災害などからの復興事業などに、何度もよみがえる不死鳥にあやかって「フェニックス」という名称をつけることがある。以下に日本での事例を挙げる。
- 新潟県長岡市の市章は「長」の字と不死鳥を併せたものを図案化した形となっており、市内の多数の公共施設にフェニックスの名称が取り入れられている[14]。近年では、平成16年の一年間に3度も発生した自然災害（新潟県中越地震・7・13水害・豪雪）からの復興の願いを込めた「復興祈願花火フェニックス」が毎年8月2日・3日に開催される長岡まつりで打ち上げられている[15]。この花火は、噴火による被害を受けた三宅島[16]や東日本大震災の被災地である宮城県石巻市[17]などでも打ち上げられた。
- 福井県福井市は、市民憲章の名前が「不死鳥のねがい」であり[18]、コミュニケーションマークも不死鳥をかたどっている[19]。これは福井市が1945年（昭和20年）からの3年間で3回壊滅（福井空襲・福井地震・九頭竜川の堤防の決壊）したがそのたびに復興したことに基づいている[20]。

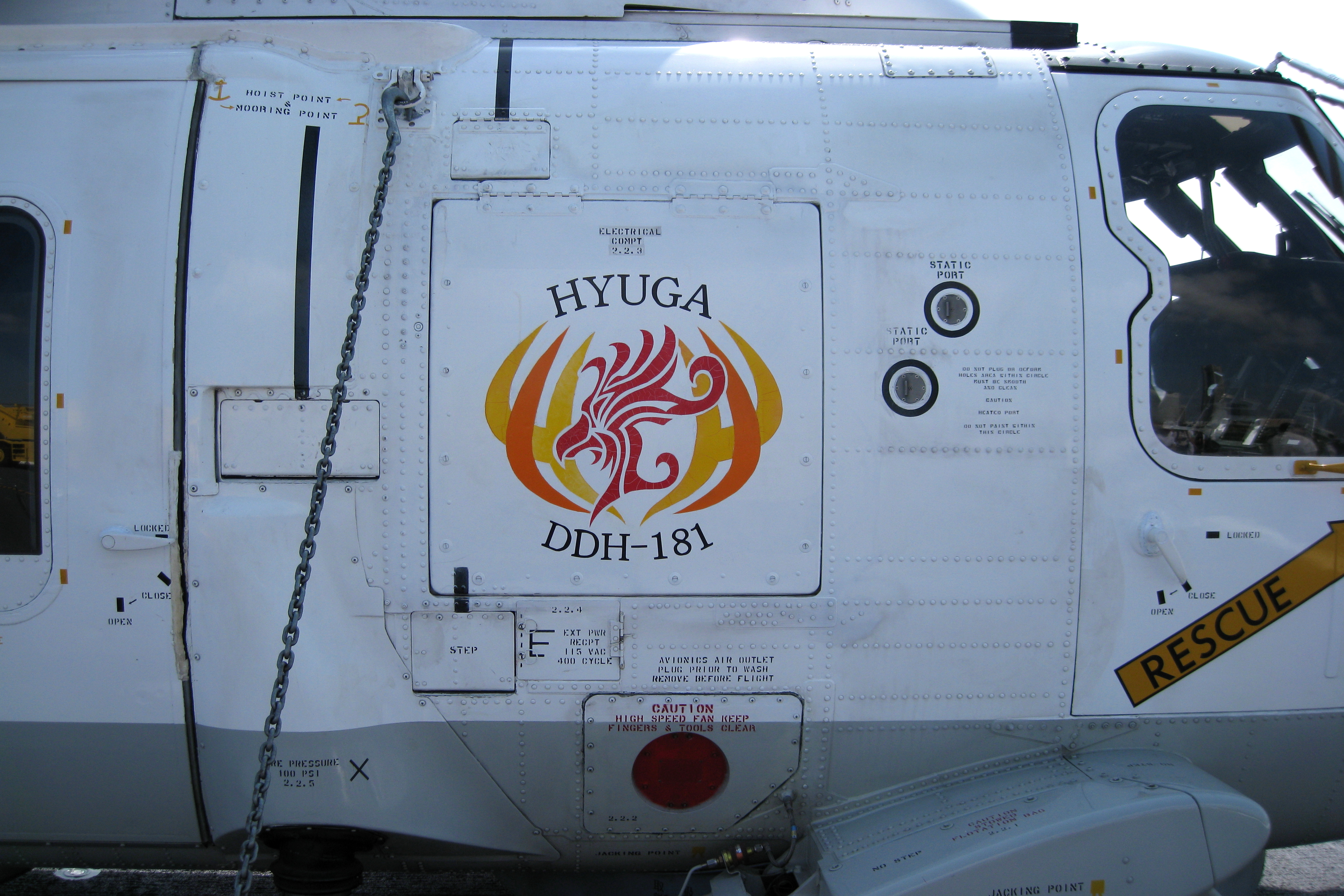
海上自衛隊の哨戒ヘリコプター・SH-60Jの機体に描かれたひゅうがのロゴマーク

- 1995年1月に阪神・淡路大震災で大被害を受けた兵庫県では、1995年度からの「阪神・淡路震災復興計画」に「ひょうごフェニックス計画」の愛称を冠すると同時に、主人公の「火の鳥」がフェニックスと同一視されたという設定の漫画『火の鳥』（手塚治虫作）をシンボルマークに採用している[21][22]。また、兵庫県の防災システムにも「フェニックス」の名が冠されている[23]。

このほか、海上自衛隊のヘリコプター搭載護衛艦ひゅうがは、艦名の由来となった宮崎県における県木フェニックス（カナリーヤシ）にちなみ、不死鳥フェニックスをあしらった意匠を艦および搭載ヘリコプターのエンブレムとして採用している。

## フェニックスに類似した幻獣
中世アラビアでは炎の中に生きる伝説の動物サラマンダーとフェニックスが混同され、サラマンダーが鳥となったものがフェニックスだとされていたという。
中国の伝説にある鳳凰はフェニックスに似た存在だと考えられ、混同されることも多い（鳳凰#フェニックスとの関係を参照）。なお、星座のPhoenixがほうおう座と訳されるがこれは東西で訳語的に対応するものという意味で、誤認に基づいたものではない。
トルコに伝わる伝説の鳥Konrulは、一日一回生死を繰り返す不死の緋色の鳥である。

## 符号位置

### 結合文字
| 記号 | Unicode                 | sequence   | 名称    |
| ---- | ----------------------- | ---------- | ------- |
| 🐦‍🔥   | U+1F426;U+200D;U+1F525; | 🐦[ZWJ] 🔥 | phoenix |

- ZWJは、ゼロ幅接合子で、符号を接合し、新たな表示文字を作成する指定。